# Bouxwiller (Alto Reno)
Bouxwiller é uma comuna francesa na região administrativa de Grande Leste, no departamento Alto Reno. Estende-se por uma área de 6,47 km². Em 2010 a comuna tinha 465 habitantes (densidade: 71,9 hab./km²).